# Monia Kari
Monia Kari (ur. 14 kwietnia 1971 w Bazylei) – tunezyjska lekkoatletka, która specjalizuje się w rzucie dyskiem.

## Osiągnięcia
- 3 złote medale mistrzostw Afryki (Yaoundé 1996 i Algier 2000 i Radis 2002), Kari jest aktualną rekordzistką tej imprezy (58.46 – 11 lipca 2000, Algier)
- 3 medale igrzysk afrykańskich :
  - Harare 1995 – złoty medal
  - Johannesburg 1999 – złoty medal
  - Algier 2007 – srebrny medal
- 7. miejsce podczas pucharu świata (Madryt 2002)

## Rekordy życiowe
- rzut dyskiem - 61.74 (1996) rekord Tunezji